# Mubal Azzam Ibrahim
Mubal Azzam Ibrahim (* 3. November 2000) ist ein maledivischer Schwimmer.

## Karriere
Ibrahim nahm im Rahmen der Olympischen Jugend-Sommerspielen 2018 erstmals an internationalen Wettkämpfen teil. In Buenos Aires war er Fahnenträger der Malediven. Über 50 m Freistil wurde er 43. von 54 Teilnehmern. Über 100 m Freistil erreichte er Rang 45 von 46. Drei Jahre später war er Teilnehmer der Olympischen Spiele in Tokio. Dort war er, wie bereits bei der Jugendolympiade, Fahnenträger, dieses Mal gemeinsam mit Fathimath Nabaaha Abdul Razzaq. Im Wettkampf über 100 m Freistil belegte er Rang 69 von 70.